# L'eredità di Eszter
L'eredità di Eszter (titolo originale Eszter hagyatéka) è un romanzo dello scrittore ungherese Sándor Márai, pubblicato per la prima volta in Ungheria, nel 1939.

## Trama

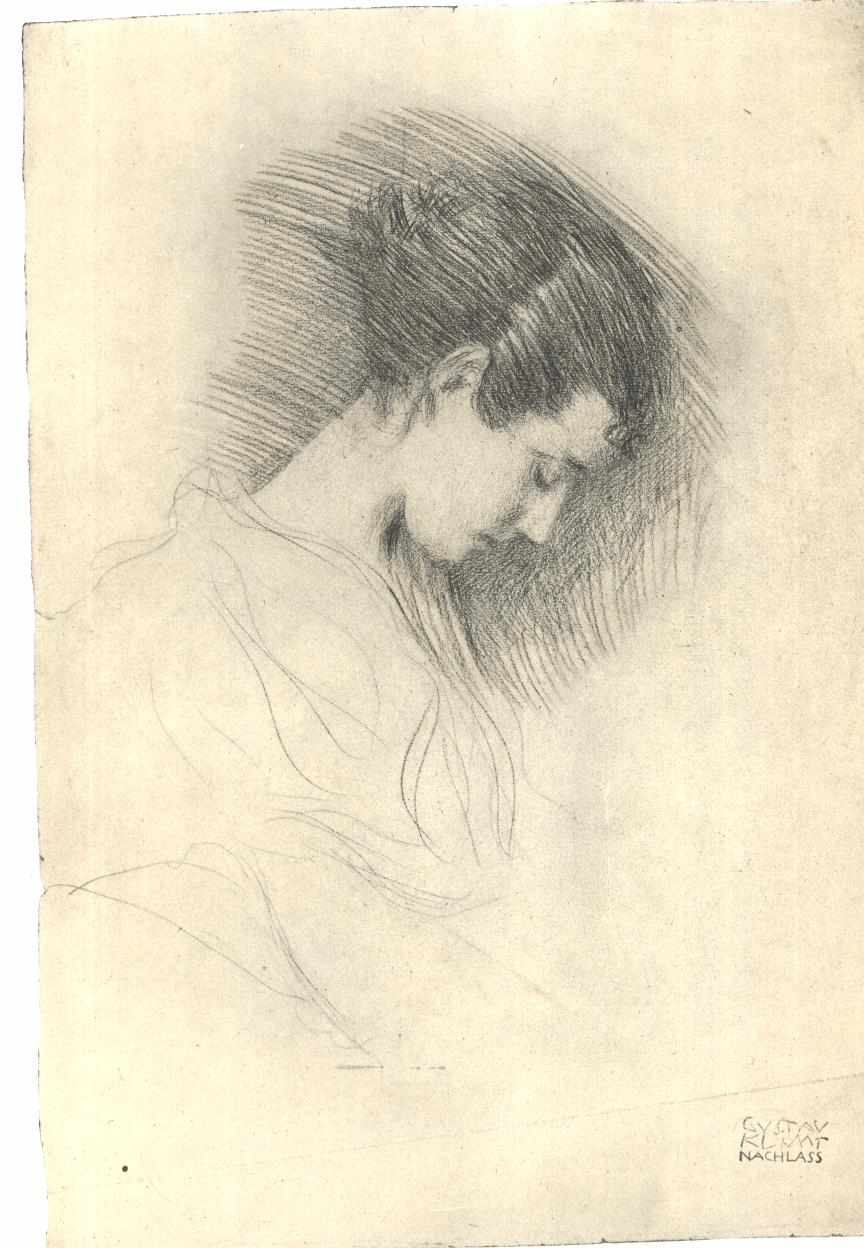
"Tu sei responsabile di tutto ciò che mi è accaduto nella vita... Tu sei profondamente legata a me anche se sai che non sono cambiato, che sono quello di prima, pericoloso e imprevedibile", Eszter china il capo. Riconosce il "vincolo fatale" - La Repubblica, Gustav Klimt, Busto di ragazza con il capo reclinato

“Non so che cosa mi riservi ancora il Signore. Ma prima di morire voglio narrare la storia del giorno in cui Lajos venne per l'ultima volta a trovarmi e mi spogliò di tutti i miei beni” (Marai, pg. 9). Eszter sa che Lajos viene a prenderle quel poco che le è rimasto dalla precedente spoliazione, subita dallo stesso personaggio vent'anni prima. Il racconto è un tentativo di spiegare le motivazioni sentimentali e psicologiche per cui Eszter è disposta a offrire - in cambio di niente - al suo antico amore, la casa, l'orto da cui traggono il sostentamento lei e la vecchia governante Nuna. Unica componente rimasta, di una famiglia disgregatasi sotto i colpi di quell'uomo che mente "come urla il vento, con una specie di forza primordiale, con allegria indomabile" (Marai, pg. 45). Lajos è stato il compagno dell'adolescenza di Eszter ma ne ha sposato la sorella Vilma. Morta dopo aver dato alla luce due ragazzi che ora, vent'anni dopo, sono a loro volta adolescenti. Molto più maturi di quanto Eszter stessa, nella sua vita di donna nubile, schiava di un amore infelice, sarà mai. Giacché "gli amori infelici non finiscono mai".
Poco a poco le intenzioni di Lajos si precisano, i colloqui con Eszter avvengono in giardino, di prima mattina, subito dopo l'arrivo annunciato, e poi in camera di Eszter, al crepuscolo. Qui Lajos le chiede di firmare un contratto notarile con cui Eszter gli cede la casa e il giardino: tutto quello che resta a lei e Nuna. Sa di essere destinata a finire in strada, appena Lajos venderà la proprietà per pagare i debiti che - come sempre - ha accumulato per il gusto di "mettere in gioco la pelle, non tanto in vista del bottino quanto per amore di quelle emozioni e di quel pathos di cui si compenetra così profondamente, al punto da soffrirne con quel senso di allarme continuo che è stato l'unico vero significato della sua vita" (Marai, pg. 87).
Eszter, nonostante il buon senso e l'amico notaio le dicano chiaramente che è vittima di un miserabile predatore, che approfitta della sua buona fede e dell'affetto da cui ancora si sente legata, cade - quasi volontariamente - nella trappola: "Più tardi, verso il crepuscolo, quando ci liberammo dall'incantesimo, ci guardammo sbigottiti, come se fossimo stati testimoni delle stregonerie di un fachiro indiano, il fachiro aveva lanciato una corda verso il cielo, si era arrampicato sulla corda ed era scomparso tra le nubi sotto i nostri occhi" (Marai, pg. 97). Lajos adduce motivazioni che sono - agli stessi occhi di Eszter - a dir poco fantastiche: "Nella vita esiste una specie di regola invisibile per cui ciò che si è iniziato un giorno prima o poi lo si deve portare a termine e tu sei responsabile di tutto ciò che mi è accaduto nella vita... Tu sei profondamente legata a me anche se sai che non sono cambiato, che sono quello di prima, pericoloso e imprevedibile". A questo punto Eszter china il capo e riconosce il "vincolo fatale" (Marai, pg. 129) - anche se, come noi, non è affatto convinta della buona fede dell'antico amoroso, ne' delle sue ragioni.
Lajos è passato per la seconda volta e - come vent'anni prima aveva fatto man bassa nell'eredità che il padre di Eszter aveva lasciato alla famiglia, falsificandone le cambiali e rubando il piccolo patrimonio delle due sorelle - così ora se ne va, senza nemmeno salutare, con il documento in mano, padrone di quella casa che per vent'anni era stata un porto sicuro e modesto in cui Eszter aveva potuto vivere una vita semplice. Finita per sempre: "il vento, quel vento di fine settembre, che fino ad allora si era aggirato di soppiatto intorno alla casa, aprì con violenza i battenti delle finestre, fece sventolare le tende e, come se portasse notizie da lontano, sfiorò e mosse ogni cosa nella stanza. Quindi spense la fiamma della candela. È l'ultima cosa che rammento. Ricordo ancora vagamente che più tardi Nanu chiuse le finestre, e io mi addormentai". (Marai, pg. 137)

## Recensioni

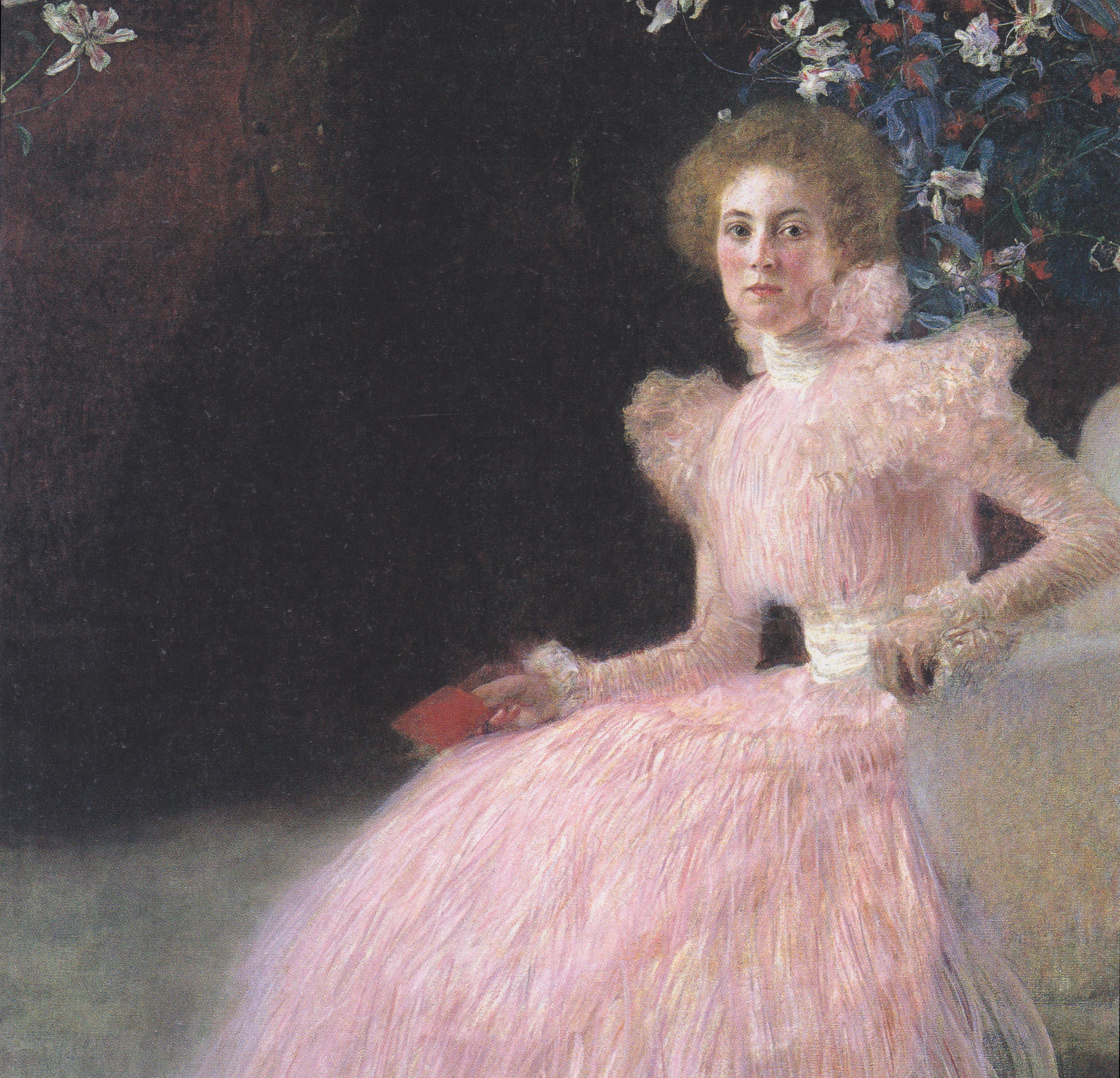
Ritratto di Sonja Knips

- "L'eredità di Eszter ha un bellissimo ritmo – rapido e furioso e disperatamente divertito: una costruzione nitidissima; e un personaggio, quello di Lajos, che possiamo disporre fra i massimi cialtroni e mistificatori della letteratura". Pietro Citati
- "Per vent'anni Eszter ha vissuto un'esistenza piana e senza scosse, nella quasi inconsapevole attesa del ritorno di Lajos, il solo uomo che abbia mai amato e grazie al quale ha conosciuto, per un breve periodo, quel «senso di allarme continuo» che è stato «l'unico vero significato della sua vita». Un giorno Lajos, che mente «come urla il vento», torna. Ed Eszter sa che torna per prendersi la sola cosa di valore che ancora non si è portato via – e che lei non farà niente per impedirglielo. Sa anche che la storia non è finita, perché «gli amori infelici non finiscono mai". Adelphi, quarta di copertina
- "Che Márai sia un maestro della tensione narrativa spinta quasi all'insostenibile è cosa ben nota ai lettori delle Braci. Solo Márai può gareggiare con se stesso – e qui, ancora una volta, ci racconta una storia che stringe la nostra mente in una morsa, fino allo scoccare dell'ultima parola. L'eredità di Eszter fu pubblicato a Budapest nel 1939". Adelphi, quarta di copertina
- "Si sente che Marai sta affilando, nel supremo nitore dello stile, la capacità di trasformare una storia in una morsa di magica tensione. Penso soprattutto alle ultime cinquanta pagine dell' Eredità di Eszter, che cominciano con "Mia sorella Vilma mi odiava". Penso alla mirabile scena finale quando Nunu, nell'oscillante luce di una candela, legge a Eszter le tre lettere di Lajos e il vento autunnale apre le finestre e fa sventolare le tende "come se portasse notizie da lontano". Giulio Nascimbeni, Corriere della Sera
- "Pochi scrittori moderni sentono intensamente, come Marai, la presenza del destino delle cose umane. Ma qui non incontriamo dèi, o esseri superiori, e neppure la macchina esosa della società, che portano gli uomini dove vogliono. Il destino, nei libri di Marai, è esclusivamente interiore: sta in quel fuoco vitale che portiamo in noi, in quella irradiazione e vibrazione che ci comunichiamo a vicenda; e la sua forza non è meno tremenda di quella che travolgeva gli eroi di Eschilo.", La Repubblica

## Pubblicazioni
Il romanzo è stato scritto da Màrai nel 1939, quando egli ancora si trovava a Budapest prima del suo definitivo abbandono dell'Ungheria che avverrà nel 1948, ed è stato pubblicato per la prima volta in Italia, da Adelphi, nel 1999.

## Adattamenti cinematografici e teatrali
L'eredità di Eszter è un film del 2008, prodotto in Ungheria da PCN Film Produkció, Hungarian Filmlab, Magyar Filmlabor, R.D.I Sound Design Studio.
Cast:
Eszter Nagy-Kálózy  (Eszter)
György Cserhalmi (Lajos)
Mari Törőcsik (Nunu)
Károly Eperjes (Tibor)
László Set (Laci)
Tibor Szilágyi (Endre)
Dorottya Udvaros (Olga)
Gabriella Hámori  (Eva)
Krisztián Kolovratnik (Gábor)
Kornelis Simon (Béla)
Boldizsár Sipos (Kálmánka)
L'eredità di Eszter Omaggio a Sándor Márai - Spettacolo teatrale di Riccardo Cavallo che, dopo Karen Blixen, James Joyce e Virginia Woolf, si ispira a Sándor Márai per rendere omaggio al grande autore ungherese. Di R. Cavallo, regia di R. Cavallo, con C. Balboni, N. d'Eramo, M. Duan

## Edizioni
- Sándor Márai, L’eredità di Eszter, traduzione di Giacomo Bonetti, a cura di Marinella D'Alessandro, collana Biblioteca Adelphi, n. 373, Adelphi, 2004, 5ª ediz.,  p. 137, ISBN 978-88-459-1856-8.